# Mihō Nonaka
Mihō Nonaka (n. 21 mai 1997, Sugamo⁠(d), Tōkyō, Japonia) este o sportivă ce a reprezentat Japonia, medaliată olimpică. A participat la o ediție a Jocurilor Olimpice (2020) în care a câștigat o medalie de argint.

## Participări
Lista de mai jos prezintă principalele competiții la care a participat Mihō Nonaka de-a lungul carierei.
- Escaladare la Jocurile Olimpice de vară din 2020 - feminin[4]